# Vida operativa a alta temperatura
La vida operativa a alta temperatura (amb acrònim anglès HTOL) és una prova de fiabilitat aplicada als circuits integrats (CI) per determinar la seva fiabilitat intrínseca. Aquesta prova subratlla l'IC a una temperatura elevada, alt voltatge i funcionament dinàmic durant un període predefinit. L'IC es controla generalment sota estrès i es prova a intervals intermedis. Aquesta prova d'esforç de fiabilitat de vegades es coneix com a "prova de vida útil", "prova de vida útil del dispositiu" o "prova de combustió prolongada" i s'utilitza per activar possibles modes de fallada i avaluar la vida útil de l'IC.
Hi ha diversos tipus d'HTOL:
| Tipus d'HTOL  | Esquemàtic | Descripció |
| ------------- | ---------- | --- |
| Estàtica      |            | IC tensat en condicions estàtiques i constants, IC no canviant.                                                    |
| Dinàmic       |            | Estímul d'entrada per canviar els nodes interns del dispositiu.                                                    |
| Monitoritzat  |            | Estímul d'entrada per canviar els nodes interns del dispositiu. La sortida en directe indica el rendiment de l'IC. |
| Prova in situ |            | Estímul d'entrada per canviar els nodes interns del dispositiu. La sortida sensible prova el rendiment de l'IC.    |

- Documents AEC.[3]
- Estàndards JEDEC.[4]
- estàndards mil.[5]

## Consideracions de disseny
L'objectiu principal de l'HTOL és envellir el dispositiu de manera que un experiment breu permeti predir la vida útil de l'IC (per exemple, 1.000 hores HTOL prediran un mínim de "X" anys de funcionament). Un bon procés HTOL evitarà un funcionament relaxat de l'HTOL i també evitarà l'excés de tensió de l'IC. Aquest mètode envelleix tots els blocs de construcció d'IC per permetre que els modes de fallada rellevants s'activin i s'implementin en un experiment breu de fiabilitat. Un multiplicador precís, conegut com a Factor d'acceleració (amb acrònim anglès AF) simula un funcionament de llarga vida útil.
L'AF representa el factor d'envelliment accelerat en relació amb les condicions d'aplicació de la vida útil.
Per a les proves d'estrès efectives d'HTOL, s'han de tenir en compte diverses variables:
1. Factor de commutació digital.
2. Funcionament dels mòduls analògics.
3. Activitat d'anell d'E/S.
4. Disseny del monitor.
5. Temperatura ambient (Ta).
6. Temperatura de la unió (Tj).
7. Tensió de tensió (Vstrs).
8. Factor d'acceleració (AF).
9. Durada de la prova (t).
10. Mida de la mostra (SS).